# Georg Weiß (Pädagoge)
Georg Weiß (* 5. Oktober 1885 in Schwabach; † 23. September 1951 in Berlin) war ein deutscher Pädagoge.

## Leben
Weiß wurde 1885 als Sohn eines Ziegelarbeiters in Schwabach geboren. Er studierte nach dem Abitur am Neuen Gymnasium Nürnberg Pädagogik (Germanistik, Geschichte, Philologie, Archäologie und Volkswirtschaft) an der Ludwig-Maximilians-Universität München und der Julius-Maximilians-Universität Würzburg. Während seines Studiums in München wurde er Mitglied der Burschenschaft Danubia (1905). 1908 und 1910 legte er die bayrischen Prüfungen für das höhere Lehramt ab. 1912 wurde er bei Wilhelm Rein mit der Dissertation Die Anfänge des Pädagogischen Universitäts-Seminars Königsberg 1809-15 zum Dr. phil. promoviert. Er meldete sich als Freiwilliger im Ersten Weltkrieg, wurde aber 1915 schwer verwundet.
1916 folgte die Habilitation für Pädagogik (Schrift: Prolegomena zur Grundlegung eines neuen Bildungsideals) und die Privatdozentur an der Friedrich-Schiller-Universität Jena. Von 1918 bis 1920 arbeitete er als Schultechnischer Referent im Departement des Kultus des Großherzoglich Sächsischen Staatsministeriums in Weimar. 1920 wurde er außerordentlicher Professor für Systematische Pädagogik am Pädagogischen Seminar in Jena. Gleichzeitig war er Lehrer an der Stoyschen Erziehungsanstalt. 1923 trat er dem Verein für Wissenschaftliche Pädagogik bei. Von 1923 bis 1927 war er Mitherausgeber der Vierteljahresschrift für philosophische Pädagogik. 1928 wurde er Vorstandsmitglied der Volkshochschule Jena. 1929 ernannte man ihn zum Oberstudienrat am Pädagogischen Institut und ein Jahr später zu deren Leiter.
1940 wurde er außerplanmäßiger Professor für Erziehungswissenschaft an der Universität Jena; 1945 erfolgte wegen seiner Mitgliedschaft (ab 1937) in der NSDAP die Entlassung. Zuvor war er parteiloser Stadtrat von Jena und Mitglied des Stahlhelms.
Ab 1947 war er als Hauptreferent am Pädagogischen Zentralinstitut Berlin tätig.
Wissenschaftlich stand er in der Tradition des Herbartianismus. Er befürwortete ein nationales Bildungsideal und unterstützte eine demokratische Pädagogik mit großer Teilhabe von Individuen. Zwar tätigte er im Nationalsozialismus keine wesentlichen Veröffentlichungen mehr, seine Schriften werden jedoch zum Teil als geistiger Nährboden für das nationalsozialistische System angesehen. 
Weiß war ab 1919 mit einer Tochter des Pädagogen Wilhelm Rein verheiratet.

## Schriften (Auswahl)
- Hrsg.: Johann Friedrich Herbarts pädagogische Jugendschriften in Auswahl. Reclam, Leipzig 1919.
- Johann Friedrich Herbart. Grundriss seines Lebens. H. Beyer & Söhne, Langensalza 1926.
- Herbart und seine Schule. E. Reinhardt, München 1928. (Reprint 1973)